# Dziennik Zachodni
Dziennik Zachodni („Westliche Tageszeitung“) ist eine polnische regionale Tageszeitung, die in der Woiwodschaft Schlesien und in der Woiwodschaft Oppeln erscheint. Der Sitz der Redaktion ist in Sosnowiec (früher in Katowice).
Dziennik Zachodni wurde 2004 mit Trybuna Śląska vereint und ist die weiterverkaufte polnische Regionalzeitung.

## Wöchentliche Themenanhänge
- Montag:
  - Kibic (Sport)
  - praca.gratka.pl (Arbeit)
- Dienstag:
  - dom.gratka.pl (Immobilien)
  - Korki we wtorki (Bildung)
- Mittwoch:
  - Tygodnik 50+ (für Menschen über 50 J.)
- Donnerstag:
  - motogratka (über Autos)
  - Trybuna Górnicza (über Bergbau)
- Freitag:
  - Telemagazyn (TV-Programm)
  - Tygodnik lokalny (Lokale Nachrichten)
- Samstag:
  - Magazyn rodzinny (Familienmagazin)